# An-Nisa'
An-Nisa' (in arabo ٱلنِّسَاء‎? «Le Donne») è la quarta sura del Corano, è composta da 176 versetti e prende il nome dal suo tema centrale: le donne e il loro ruolo nella società islamica. È una delle sure più dettagliate del Corano e affronta una vasta gamma di questioni sociali, legali e familiari, con un focus particolare sui diritti e le responsabilità delle donne. La sura stabilisce molte delle norme giuridiche e etiche che guidano la vita della comunità musulmana.

## Contenuto

### Equità e Giustizia nei Rapporti Familiari
Versetti 1-3: La sura inizia con un richiamo all'umanità a temere Allah, il loro Creatore, e a mantenere i legami di parentela. Si afferma l'uguaglianza di tutti gli esseri umani creati da un'unica anima. Si stabilisce la pratica del matrimonio, consentendo agli uomini di sposare fino a quattro donne, a condizione che siano trattate equamente. Se non è possibile essere giusti, è raccomandato sposare una sola donna.

### Diritti delle Donne e Gestione delle Eredità
Versetti 4-14: Vengono stabiliti i diritti delle donne nel matrimonio e nella proprietà. Si obbliga a dare la dote (mahr) alle spose come dono volontario. La sura prescrive dettagliatamente le quote ereditarie per i membri della famiglia, assicurando che le donne ricevano una parte dell'eredità, un'innovazione significativa per l'epoca.

### Amministrazione della Giustizia
Versetti 15-35: Sono delineate le punizioni per l'adulterio e altre trasgressioni morali. Si enfatizza l'importanza della giustizia e dell'equità nei giudizi. Viene inoltre consigliato un procedimento per risolvere i conflitti matrimoniali, incoraggiando la mediazione e la riconciliazione prima di arrivare alla separazione.

### Trattamento degli Orfani
Versetti 36-42: La sura esorta a comportarsi con giustizia e compassione verso i membri più vulnerabili della società, inclusi orfani e poveri. Viene sottolineata l'importanza di proteggere i diritti degli orfani e di gestire le loro proprietà con equità.

### Regole per il Combattimento e la Difesa
Versetti 43-57: Si discutono le norme per il combattimento in difesa della fede e della comunità. Viene anche regolata la preghiera durante i tempi di guerra, evidenziando la flessibilità della legge islamica in circostanze straordinarie.

### Trattamento degli Ipocriti e dei Miscredenti
Versetti 88-100: Vengono affrontati i problemi causati dagli ipocriti all'interno della comunità musulmana. La sura distingue tra i veri credenti e coloro che cercano di seminare discordia, esortando alla vigilanza e alla fermezza nella fede.

### Relazioni con gli Ebrei e i Cristiani
Versetti 101-130: Si delineano le relazioni con le comunità ebraiche e cristiane. La sura invita al dialogo e alla cooperazione, ma anche alla prudenza e alla difesa della comunità musulmana contro l'infedeltà e la corruzione.

### Diritti e Responsabilità Reciproci
Versetti 131-176: La sura conclude con un richiamo al rispetto dei diritti e delle responsabilità reciproche all'interno della comunità. Viene ribadita l'importanza della giustizia, della protezione dei diritti delle donne e degli orfani, e della gestione equa delle eredità.

## Analisi
È una delle Sure più lunghe e complesse del Corano, e tratta di un'ampia gamma di argomenti, tra cui:
- Matrimonio e famiglia: La Sura stabilisce le regole del matrimonio islamico, tra cui la poligamia, la dote, il divorzio e l'eredità. Enfatizza anche l'importanza della famiglia e del rispetto per i genitori.[1]
- Diritti delle donne: La Sura An-Nisa' riconosce i diritti delle donne in materia di proprietà, istruzione, eredità e testimonianza. Tuttavia, alcuni versetti sono stati interpretati in modo da sostenere la subordinazione delle donne agli uomini, generando un acceso dibattito tra gli studiosi islamici.[1]
- Etica e moralità: La Sura affronta anche temi etici e morali generali, come la giustizia, la compassione, la pazienza e l'evitare i peccati.[1]
- Storie profetiche: La Sura racconta storie di profeti e popoli del passato, come Adamo ed Eva, Abramo, Mosè e Gesù. Queste storie servono da monito e guida per i musulmani.[1]
- Fede e Unicità di Dio: La Sura An-Nisa' ribadisce l'importanza della fede in un solo Dio e condanna l'idolatria e il politeismo.[1]
- Legislazione islamica: La Sura stabilisce alcune leggi e principi della Sharia, la legge islamica, che riguardano vari aspetti della vita quotidiana, come le transazioni finanziarie, le donazioni di beneficenza e l'igiene personale.[1]

La Sura An-Nisa' è fondamentale per la sua dettagliata regolamentazione delle questioni sociali e legali, particolarmente riguardo ai diritti delle donne e alla gestione delle famiglie. Essa riflette la preoccupazione dell'Islam per la giustizia, l'equità e la protezione dei diritti individuali e collettivi. La sura offre una guida completa per costruire una società giusta e compassionevole, basata sui principi di fede, giustizia e responsabilità reciproca.
Si ritiene che il verso 101 sia stato rivelato durante la spedizione di Dhat al-Riqa.